# Cantar de gesta

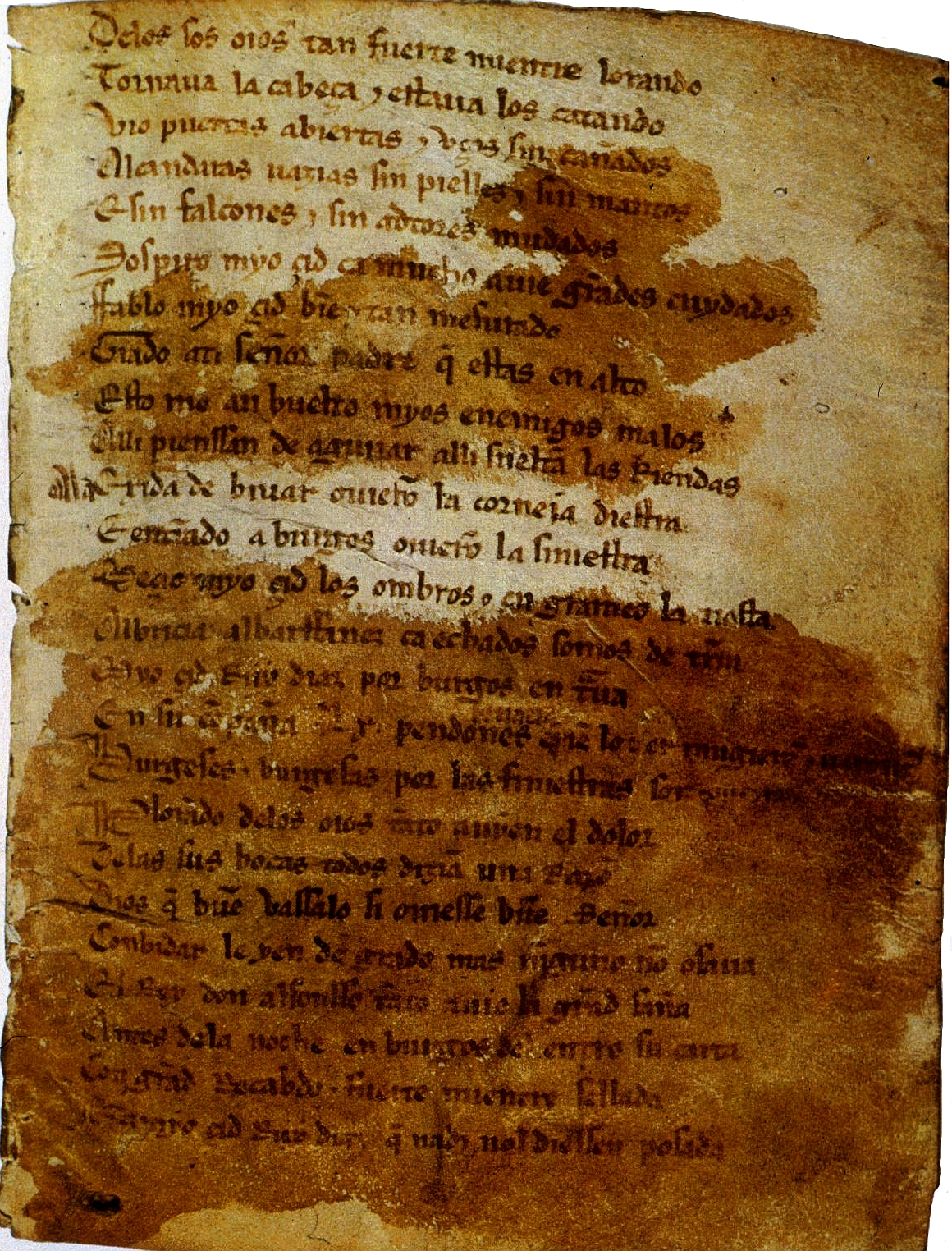
Folio 1.º recto del Cantar de mio Cid

Cantar de gesta es el nombre dado a la epopeya escrita en la Edad Media o a una manifestación literaria extensa perteneciente a la épica, que narra las hazañas de un héroe cuyas virtudes manifiestan modelos para un pueblo o colectividad durante el Medievo.

## Los juglares
En los siglos XI y XII, los juglares divulgaban oralmente los cantares de gesta, debido al analfabetismo de la sociedad de la época (véase mester de juglaría). Aunque su longitud varía entre los 2000 y los 20 000 versos, como media no solían exceder los 4000. Esta cantidad de versos ya suponía que el juglar que lo recitaba en público tuviera que fragmentar su relato en más de una jornada. Esto parece demostrarse por la existencia de determinados pasajes (de entre 20 y 90 versos) en los que se hace un resumen de lo anteriormente acontecido, probablemente para refrescar la memoria del auditorio o introducir en el relato a los nuevos espectadores. Los cantares se agrupaban en tiradas variables de versos, que se relacionaban por tener la misma asonancia al final de cada verso y por constituir una unidad de significado, a menudo anunciado en la tirada anterior.
Sin embargo, si estos cantares de gesta han llegado hasta nuestros días, se debe a que se realizaron copias manuscritas de ellos. En general estas copias son bastante más tardías que las propias canciones. Estos cantares eran recitados por los juglares.

## Francia
Los cantares de gesta fueron especialmente numerosos en Francia, donde probablemente eran compuestos en su mayoría por clérigos instruidos. fueron Escritos en el siglo XVI. Se conservan muchos manuscritos de cantares de gesta franceses. De ellos, la obra maestra es la Chanson de Roland, en castellano Cantar de Roldán por su héroe central, llamado también Orlando en italiano. Narra, en términos apocalípticos, la derrota de la retaguardia del ejército de Carlomagno hostigada en el valle de Roncesvalles por el rey moro de Zaragoza Marsilio, aliado con el traidor a Carlomagno, Ganelón. En esta batalla perece el héroe del cantar, Roldán, y su deuteragonista Oliveros, por confiar demasiado en sus propias fuerzas para repeler la agresión. Cuando Roldán toca el olifante para pedir ayuda ya es demasiado tarde. La venganza del emperador Carlomagno, del obispo Turpin y de los Doce Pares de Francia ocupa el apocalíptico final de la historia.
Algo posteriores al Cantar de Roldán son los cantares como el Cantar de los Aliscanos, el Charroi de Nimes o La coronación de Luis. Ello sitúa el siglo XII como el momento álgido de este tipo de literatura.
Las chansons de geste francesas estaban escritas en decasílabos o, más tardíamente, en alejandrinos asonantados (en los primeros tiempos) y luego consonantados (en sus últimas manifestaciones) agrupados en largas tiradas de extensión variable. Aparecieron hacia el fin del siglo XI y fueron cantadas entre 1050 y 1150. Las últimas fueron producidas en el curso del siglo XV. A menudo anónimo, su autor la destinaba a ser cantada y acompañada musicalmente ante un público extenso y variado, popular o noble.
Un cantar de gesta francés cuenta, en los manuscritos conservados, unos noventa, con entre mil y veinte mil versos. No son rimados en consonante, sino simplemente asonantados. Como se trata de una literatura de carácter fundamentalmente oral, la repetición de la última vocal acentuada bastaba para quedarse en la memoria auditiva y como se ha dicho anteriormente, utilizaban algunos pasajes (resúmenes de lo ya contado) y fórmulas repetidas (epítetos añadidos a cada nombre propio que caracterizaban a tal personaje: Carlomagno el de la barba florida) que permitían a los recitadores tiempo para hacer memoria de lo que debían contar. La recitación de estos largos poemas podía durar varios días seguidos.
Las copias conservadas, que como se indicó anteriormente se deben a escribas probablemente bastante posteriores, en muchos casos están redactadas en anglo-normando, aunque ello no prejuzgue que los cantares estuvieran escritos originalmente en dicha lengua. De hecho, se trata de copias no muy cuidadas (a diferencia de las realizadas por los copistas en los conventos), y únicamente las copias más tardías (también probablemente elaboradas ya por clérigos) a partir de los siglos XIII, XIV y XV mantienen coherencia ortográfica y un cierto cuidado. Este hecho hace pensar que las primeras copias eran instrumento de trabajo de los propios juglares. Además, diferentes versiones de los mismos cantares muestran que determinados aspectos o partes de las historias se desarrollaban más en unas versiones que en otras, e incluso ciertos acontecimientos se variaban o cambiaban de escenario.
El acto épico por excelencia es el acto guerrero; la narración del combate en sus diferentes etapas es casi constante: el encuentro de débiles fuerzas cristianas contra multitudes paganas, asaltos a lanza o espada, hazañas de fuerza y heridas, etcétera. Para ello existen descripciones y el uso de determinados recursos estilísticos: constante uso del tiempo presente, alternancia de diálogo y narración, énfasis y otras.
Los cantares de gesta franceses están escritos en lengua de oil y cantan el valor marcial de los caballeros, héroes de la época de Carlos Martel y Carlomagno, y sus batallas contra los moros. A estas leyendas históricas se añadieron después una gran cantidad de elementos maravillosos: gigantes, magia y monstruos aparecen entre los enemigos al lado de los sarracenos. Y los aspectos militares fueron decayendo en favor de los elementos maravillosos.
Los temas de los cantares de gesta franceses se convirtieron en la llamada "materia de Francia", que se opuso a la llamada "materia de Bretaña", constituida por las historias del rey Arturo y de los caballeros de la mesa redonda, y la "materia de Roma", que mezcla la mitología griega con narraciones de Alejandro Magno, Julio César y otras figuras de la antigüedad grecolatina presentadas como ejemplos caballerescos.
Cuando las costumbres medievales se refinaron y se volvieron más sutiles, se prefirieron a los cantares de gesta las narraciones cortesanas que estaban inspiradas más bien en las relaciones entre el caballero y su dama.
En los cantares de gesta solo el sistema de vida feudal interviene en escena. El héroe épico es un caballero dotado de una fuerza sobrehumana y capaz de sobrellevar todos los sufrimientos físicos, morales y psíquicos posibles. Es ejemplar por su fidelidad a su señor y es elegido por su perfección para representar siempre una colectividad cuya existencia está en juego. Con Carlomagno, por ejemplo, es "la dulce Francia", como para Ruy Díaz de Vivar es "Castilla la gentil", y luchan y sufren para defenderlo y vencer al fin. Las fuerzas divinas se añaden casi siempre para socorrerlos; la muerte es el momento más emocionante de la narración y muestra una lección dictada por la visión religiosa y feudal de la sociedad: el sufrimiento y la muerte son nobles cuando ellas llegan a causa de Dios y el soberano. El público es llamado a grandes emociones colectivas y religiosas. Los otros personajes poseen papeles definidos: son confidentes, traidores, enemigos, ayudantes, etcétera. Están en la narración para subrayar el heroísmo y las virtudes del héroe principal.
Quedan menos de cien cantares de gesta franceses; los trovadores de los siglos XIII y XIV los agruparon en tres grandes series llamadas ciclos. Cada ciclo comprende unos poemas épicos que se desarrollan en torno al mismo héroe o miembros de su familia. Se distinguen:
- Ciclo del rey Carlomagno, también llamado Ciclo de Pipino o Ciclo del rey. En él se narran las proezas guerreras de Carlomagno y las campañas guerreras que desarrolla principalmente en Sajonia, Aquitania, España e Italia. Junto al rey Carlomagno aparecen su sobrino Roldán, los Doce Pares de Francia y Turpín, arzobispo de Reims. El ciclo trata asimismo la infancia de Carlomagno y su trayectoria para conquistar el trono y consolidar su poder, y su vejez. En total componen este ciclo una docena de cantares, de los que los más famosos son la Canción de Roldán (siglo XI), La peregrinación de Carlomagno (siglo XII), Huon de Burdeos (siglo XII), Berthe aux Grands Pieds (siglo XIII), Cantar de Aspremont, Otinel (siglo XIII) o los Saisnes.
- Ciclo de Garin de Monglane, cuyo personaje principal es Guillermo de Orange, guerrero que participó en el asedio de Barcelona junto a Ludovico Pío. En este ciclo, el marco cronológico se desplaza al reinado de Ludovico, hijo de Carlomagno. Está integrado por La coronación de Ludovico (alrededor del año 1137), Cantar de los Aliscanos (siglo XII), Girard de Vienne (siglo XIII), Aimeri de Narbonne (siglo XIII), Charroi de Nîmes, Moniage de Guillaume.
- Ciclo de Doon de Mayence, también llamado Ciclo de los barones rebeldes. Lo constituyen Girart de Roussillon (siglo XII), Raoul de Cambrai (siglo XII), Renaud de Montauban (siglo XII).

A estos se les suele agregar el Ciclo de las Cruzadas, integrado por La Chanson d'Antioche, La Chanson de Jérusalem y Les chetifs.

## Alemania
En Alemania, por otra parte, fue célebre también el Cantar de los Nibelungos.

## Rusia
En Rusia es particularmente reconocida la obra anónima el Cantar de las huestes de Ígor, escrita en eslavo antiguo y que data de finales del siglo XII.

## España
Ni la época medieval francesa ni la alemana perduran de forma oral ni poseen la vitalidad de la épica medieval española; fragmentos de los cantares de gesta españoles se recitan todavía en pueblos de España e Hispanoamérica, transmitidos de padres a hijos de forma oral: es el llamado Romancero viejo, y la temática medieval de los cantares de gesta continuó siendo motivo de inspiración para el teatro clásico en el Siglo de Oro.
Solo se ha conservado de forma escrita el Cantar de mio Cid, el Cantar de las Mocedades de Rodrigo y unos cuantos versos del Cantar de Roncesvalles. Los filólogos han reconstruido otros pasajes de la perdida épica castellana a partir de fragmentos mal prosificados en las crónicas, donde sirvieron como fuente de información.

### Cantares de gesta conservados
1. El Cantar de mio Cid, donde se narra el triunfo de la verdadera nobleza, fundada en el esfuerzo, el mérito y el optimismo, frente a la nobleza de sangre que representan los infantes de Carrión. En él se narran los esfuerzos de Rodrigo Díaz de Vivar, el Cid, para recuperar la confianza del rey Alfonso VI, quien lo había desterrado de Castilla.
2. Las Mocedades de Rodrigo, compuesto hacia 1360, es el cantar épico más tardío que se conserva. Se basa en un Cantar de las mocedades de Rodrigo anterior que data de la segunda mitad del siglo XIII. Narra episodios de la juventud del Cid.
3. Fragmento de unos cien versos del Cantar de Roncesvalles escrito en castellano con rasgos de romance navarro-aragonés a comienzos del siglo XIII. Es el único testimonio épico español que recoge la materia carolingia, que en el norte de Francia dio lugar a la Chanson de Roland. El fragmento refleja el planto de Carlomagno por la pérdida de su sobrino Roldán.

### Cantares de gesta hipotéticos
1. El Cantar de los siete infantes de Lara, donde se narra una venganza largamente postergada entre familias rivales. Su argumento es conocido a partir de versiones cronificadas en prosa.
2. Cantar de Bernardo del Carpio, poema perdido que narraba la trágica historia de un bastardo de origen noble por liberar a su padre, el conde de Saldaña, encarcelado por haberle engendrado en una princesa real; en sus esfuerzos por rehabilitar la honra familiar, es injustamente tratado por su rey Alfonso el Casto. Su argumento se ha podido deducir a partir de crónicas.
3. El Cantar de Fernán González, cantar perdido que ofrecía una versión anterior al Poema de Fernán González, este último escrito en cuaderna vía.
4. El Cantar de Sancho II y el Cerco de Zamora podría haber sido compuesto unos años después del asedio del rey Sancho II de Castilla a Zamora. Se conserva en prosificaciones de la Estoria de España. Narra la muerte de Sancho a manos de Vellido Dolfos para lograr la liberación del cerco de Zamora y el duelo entre los hijos de Arias Gonzalo y Diego Ordóñez.
5. El Cantar de la campana de Huesca es un cantar del reino de Aragón reconstruido a partir de la prosificación que de este se hace en la Crónica de San Juan de la Peña. El poema épico narra la decapitación de los nobles aragoneses declarados en rebeldía contra el rey Ramiro II de Aragón que conforma la leyenda de la Campana de Huesca. Su primera redacción, según Manuel Alvar, dataría de mediados del siglo XII.

Menor importancia tuvieron el Mainete (del que hay un testimonio inserto en la Gran conquista de Ultramar) y algunos otros.

### Características de los cantares de gesta españoles
- Versos irregulares, mayoritariamente entre [14] y [16] sílabas, divididos en dos hemistiquios y con rima asonante, frente a los versos regulares y la rima consonante de los cantares de gesta franceses.
- Predominio del realismo y la historicidad frente al carácter más legendario y menos histórico de los cantares de gesta franceses.
- Utilización de expresiones que reclaman la atención del público.
- Verbos muy abundantes, pues predomina la acción.
- Supresión de fórmulas que introducen el diálogo directo con el fin de agilizar la narración, quizá porque algunos pasajes de los cantares de gesta españoles eran semirrepresentados (de ahí también su mayor realismo).
- Uso de descripciones breves, llenas de plasticidad.
- Utilización de apelativos épicos para caracterizar a los personajes y dar tiempo a la memoria del recitador.
- Uso de la "e" paragógica

Las últimas formas del cantar de gesta español se dan en el siglo XIV, perdiendo el realismo y la contención de los cantares antiguos, inclinándose por una mayor fabulación. De esta época es las Mocedades de Rodrigo.

## Inglaterra
En Inglaterra destaca la épica anglosajona, cuya obra más destacada es el Beowulf, que ha obtenido el estatus de epopeya nacional, al mismo nivel que la Ilíada, el Cantar de los Nibelungos en alemán, la Canción de Roldán en francés o el Cantar de mio Cid.
Existen otros poemas épicos, entre ellos La Batalla de Finnsburh (The Fight at Finnsburh)" y Wálder (Waldere)". La poesía heroica anglosajona fue transmitida oralmente de generación en generación. Conforme iba implantándose el cristianismo, los narradores iban introduciendo cuentos o figuras cristianas en las antiguas historias heroicas.
No hubo una épica posterior a la invasión normanda. Faltó una personalidad que aglutinara las muchas leyendas y tradiciones históricas disímiles o divergentes en poemas cohesionados y extensos, o porque fueron leyendas que surgieron de forma demasiado tardía, ya en época renacentista. Así ocurrió, por ejemplo, con las leyendas en torno a Robin Hood, que no se unificaron en un largo poema extenso, o con las leyendas suizas sobre Guillermo Tell.